# Mickaël Gérard
Mickaël Gérard est un footballeur français né le 29 décembre 1972 à Calais (Pas-de-Calais). Il a évolué comme ailier droit à Calais et a été finaliste de la Coupe de France en 2000 alors que le club évoluait en CFA. Parallèlement à sa carrière de footballeur, il travaillait alors comme magasinier dans un Cash & carry.
En 2008, il signe à Bourthes (petit club du Pas de Calais).

## Carrière de joueur
- 1995-2002 : Calais RUFC
- 2008 : Bourthes

## Palmarès
- Finaliste de la Coupe de France en 2000 avec le Calais RUFC